# 썬더 블레이드
《썬더 블레이드》는 세가가 제작한 1987년 전투 비행 시뮬레이션 아케이드 게임이다. 햅틱 기술를 활용해 게임 내 상황에 따라 진동하는 조이스틱이 달린 아케이드 캐비넷과 함께 발매됐다.
플레이어가 헬리콥터를 조종해 적 기체 및 장갑자를 파괴하는 것이 게임 목표로, 게임 진행에 따라 3인칭 시점, 위에서 내려보는 탑뷰 시점을 오가는 것이 특징이다.
아케이드판 출시 이후 세가의 콘솔 세가 마스터 시스템 및 메가 드라이브, PC 엔진, MSX, 그리고 아미가, MS-DOS를 포함한 다수의 컴퓨터 기종으로 이식됐다. 메가 드라이브판의 경우 《슈퍼 썬더 블레이드》라는 제목으로 발매됐다. 2014년에 닌텐도 3DS 이식판이 출시됐다.

## 게임 플레이
플레이어는 헬리콥터 건쉽을 조종하여 적의 탱크, 헬리콥터, 기타 차량과 구조물을 파괴하여 고국을 구한다. 각 레벨은 하향식 또는 3인칭 투시 보기에 있다. 보스 수준은 하향식 보기에 있다.

## 참조

### 내용주
1. ↑  영어: Thunder Blade, 일본어: サンダーブレード
2. ↑  영어: Super Thunder Blade